# Cornualha
A Cornualha (AFI: [ˈkɛrnɔʊ]; em córnico: Kernow; em inglês: Cornwall; em latim: Cornubia ou Cornuvia) é um condado cerimonial no sudoeste da Inglaterra. É reconhecido pelos grupos políticos córnicos e celtas como uma das nações celtas e é a terra natal do povo córnico. O condado é limitado pelo Oceano Atlântico ao norte e oeste, Devon a leste e pelo Canal da Mancha ao sul. A maior área urbana do condado é uma conurbação que inclui as antigas cidades mineiras de Redruth e Camborne, e a cidade do condado é a cidade de Truro.
O condado é rural, com uma área de 1.375 milhas quadradas (3.562 km2) e população de 568.210. Fora da conurbação Redruth-Camborne, os maiores assentamentos são Falmouth, Penzance, Newquay, St Austell e Truro. Para fins de governo local, a maior parte da Cornualha é uma área de autoridade unitária, com as Ilhas de Scilly tendo uma autoridade local única. O movimento nacionalista da Cornualha contesta o status constitucional da Cornualha e busca maior autonomia dentro do Reino Unido.
Cornualha é a parte mais ocidental da Península Sudoeste e o condado mais meridional do Reino Unido. Seu litoral é caracterizado por penhascos íngremes e, ao sul, diversas rias, incluindo aquelas na foz dos rios Fal e Fowey. Inclui o ponto mais ao sul da Grã-Bretanha, Lizard Point, e forma uma grande parte da Paisagem Nacional da Cornualha. A paisagem nacional também inclui Bodmin Moor, um afloramento de terras altas da formação granítica batólita cornubiana. O condado contém muitos rios curtos; o mais longo é o Tamar, que forma a fronteira com Devon.
Cornualha teve uma pequena presença romana e mais tarde fez parte do reino britânico de Dumnônia. A partir do século VII, os bretões do sudoeste entraram cada vez mais em conflito com o crescente reino anglo-saxão de Wessex, sendo eventualmente empurrados para o oeste do Tamar; com a conquista normanda, a Cornualha foi administrada como parte da Inglaterra, embora mantivesse sua própria cultura. O restante da Idade Média e do Período Moderno inicial foram relativamente povoados, com a Cornualha desenvolvendo sua indústria de mineração de estanho e se tornando um ducado em 1337. Durante a Revolução Industrial, as minas de estanho e cobre foram expandidas e depois declinaram, com a extração de caulim se tornando uma grande indústria. Ferrovias foram construídas, levando ao crescimento do turismo no século XX. A língua córnica foi extinta como língua comunitária viva no final do século XVIII, mas agora está sendo revivida.
O título tradicional do condado é Ducado da Cornualha, sendo "Duque de Cornualha" um dos títulos do herdeiro do trono britânico.

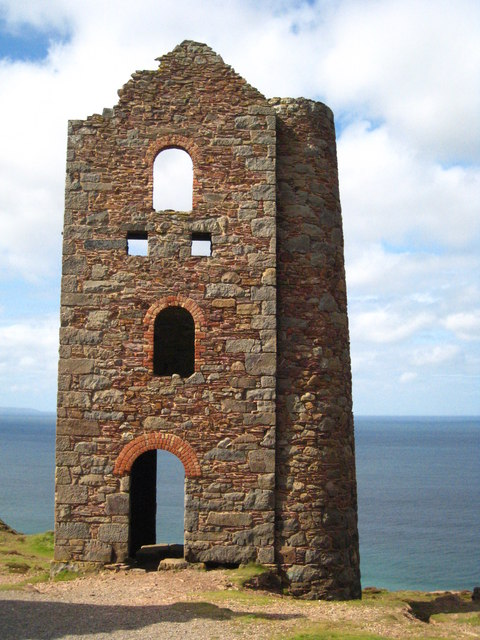
Parte da mina de estanho Wheal Coates
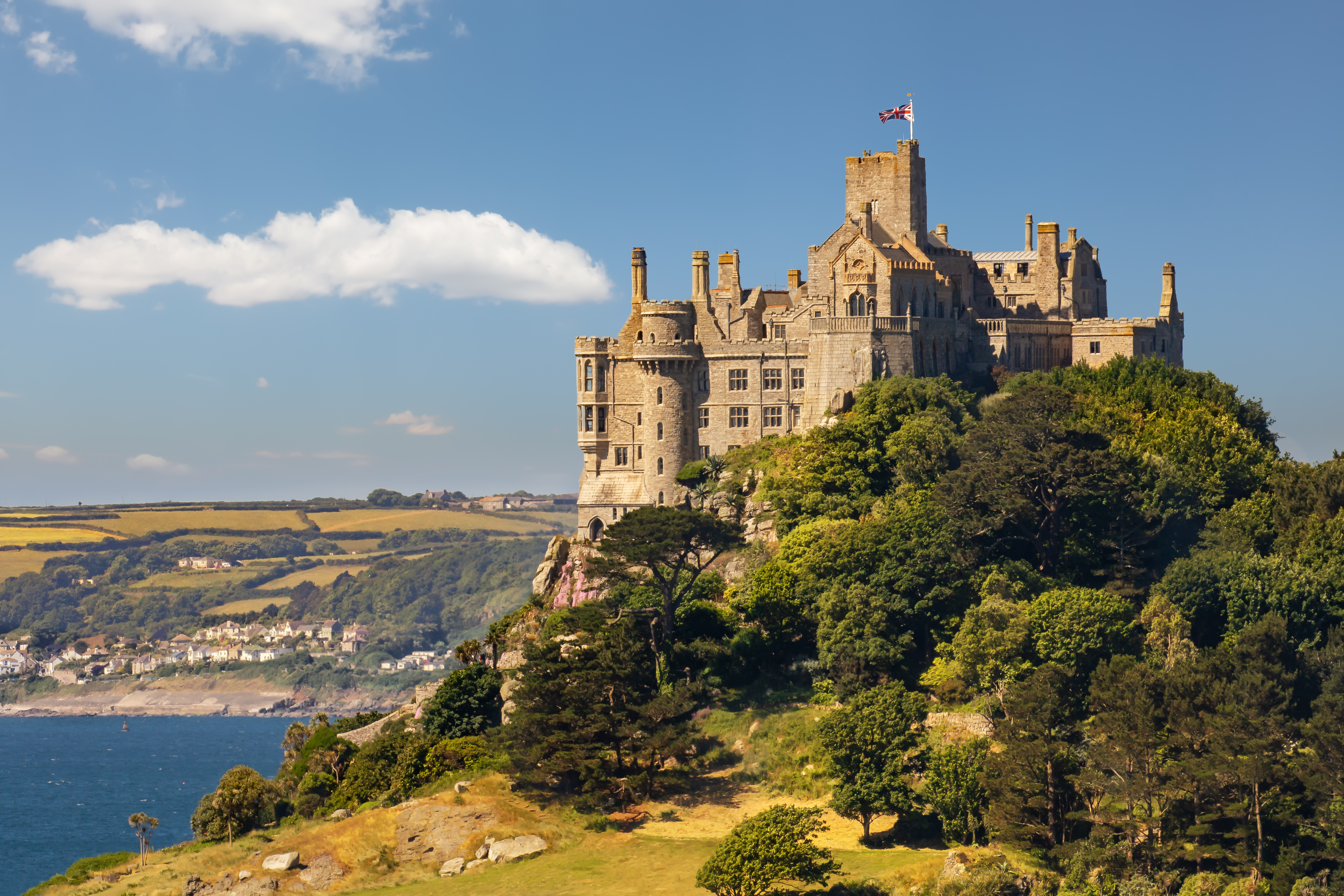
Monte St Michael
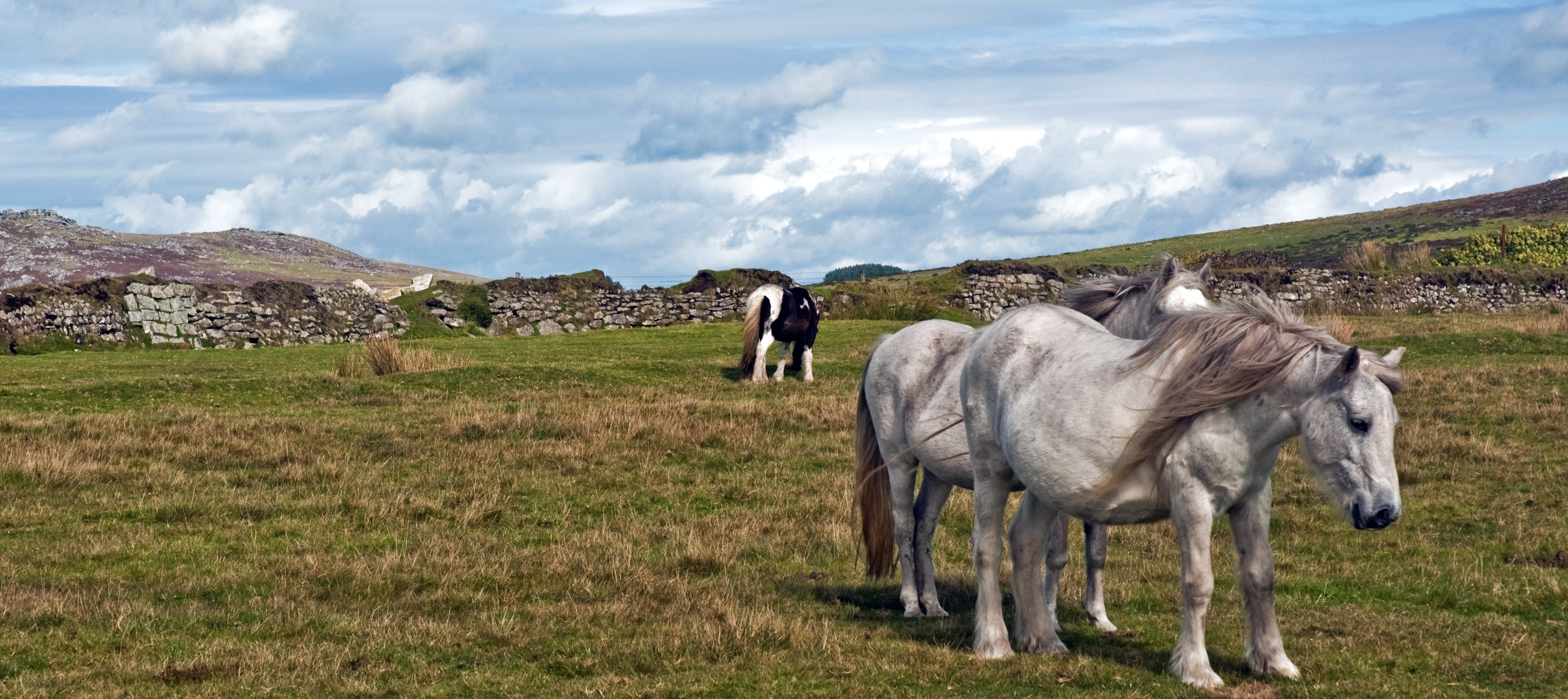
Pôneis em Bodmin Moor

## Nome
O nome inglês moderno "Cornwall" é um composto de dois termos provenientes de dois grupos linguísticos diferentes:
- "Corn-" origina-se do proto-céltico *kornu - ("chifre", presumido em referência a "promontório"), e é cognato com a palavra inglesa "horn" e o latim "cornu" (ambos derivados do proto-indo-europeu *ḱerh₂-). Também pode ter havido um grupo da Idade do Ferro que ocupou a península da Cornualha conhecido como Cornovii (ou seja, "povo do chifre ou promontório").[6][7][8][9][a]
- "-wall" deriva de wealh, um exônimo em inglês antigo que significa "estrangeiro", "escravo" ou "falante de britônico" (como em galês ).[11]

Na língua córnica, Cornwall é Kernow, que deriva da mesma raiz protocéltica.

## História

### Pré-história, períodos romano e pós-romano

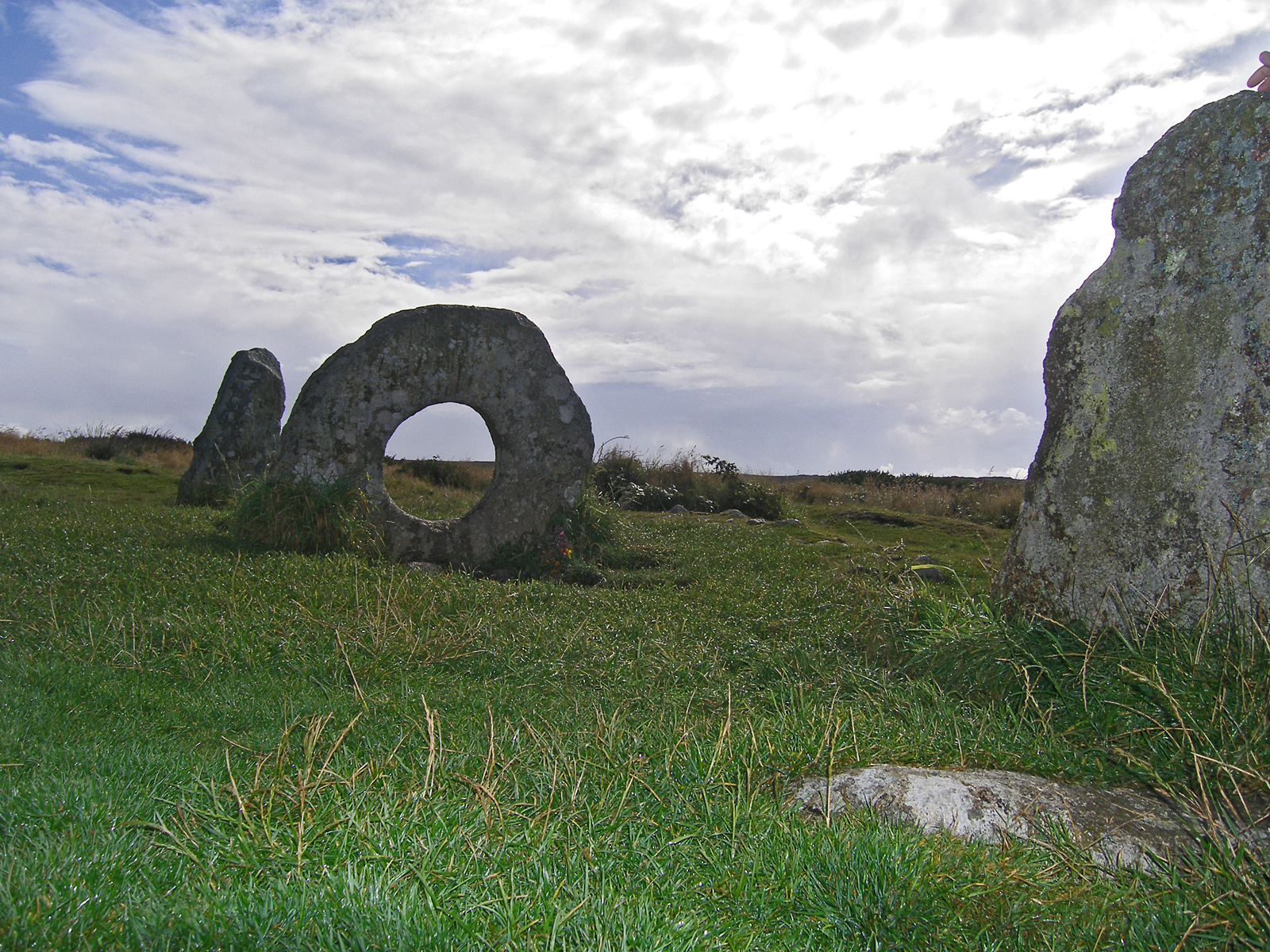
Menal Tol

Os humanos reocuparam a Grã-Bretanha após a última Era Glacial. A área agora conhecida como Cornualha foi habitada pela primeira vez nos períodos Paleolítico e Mesolítico. Continuou a ser ocupada por pessoas do Neolítico e depois da Idade do Bronze.
A Cornualha, no final da Idade do Bronze, fazia parte de uma cultura de rede de comércio marítimo que os investigadores apelidaram de sistema da Idade do Bronze Atlântica, e que se estendia pela maior parte das áreas da atual Irlanda, Inglaterra, País de Gales, França, Espanha e Portugal.

Tribos celtas do sul da Inglaterra, durante o período da Idade do Ferro pré-romana na Grã-Bretanha (100-1 a.C.)

Durante a Idade do Ferro Britânica, a Cornualha, como toda a Grã-Bretanha (atual Inglaterra, Escócia, País de Gales e Ilha de Man), era habitada por um povo de língua celta conhecido como os bretões, com relações culturais distintas com a vizinha Bretanha. O britônico comum falado nessa época acabou se desenvolvendo em várias línguas distintas, incluindo o córnico, o galês, o bretão, o cúmbrico e o picto.

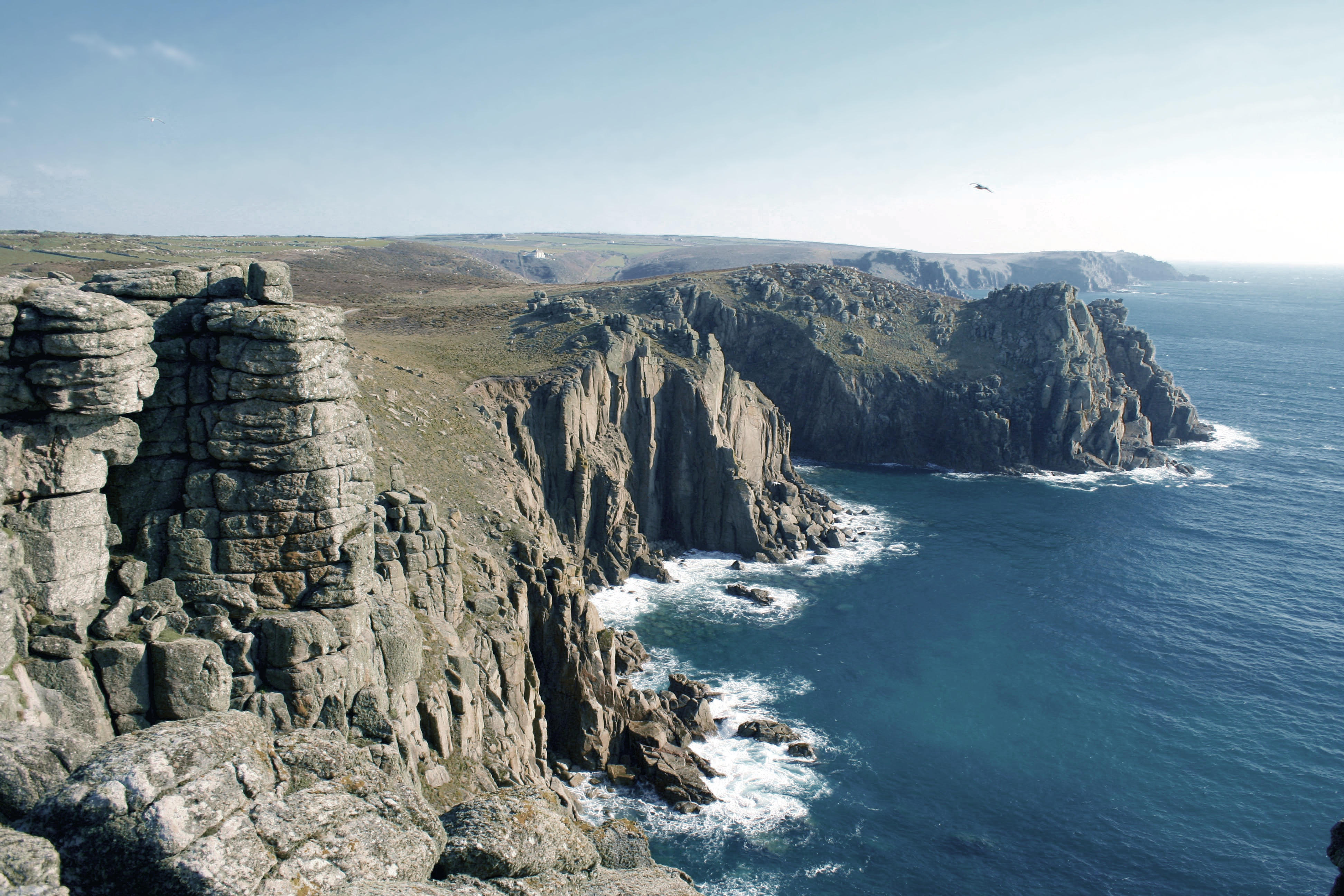
Land's End, Cornualha

O primeiro relato escrito da Cornualha vem do historiador grego siciliano do século I a.C., Diodoro Sículo, supostamente citando ou parafraseando o geógrafo Píteas, do século IV a.C. , que navegou para a Grã-Bretanha:
Os habitantes daquela parte da Grã-Bretanha chamada Belerion (ou Land's End) por suas relações com comerciantes estrangeiros, são civilizados em seu modo de vida. Eles preparam o estanho, trabalhando com muito cuidado a terra em que é produzido... Aqui, então, os comerciantes compram o estanho dos nativos e o levam para a Gália, e depois de viajar por terra por cerca de trinta dias, eles finalmente trazem suas cargas em cavalos até a foz do Ródano.
A identidade desses comerciantes é desconhecida. Foi teorizado que eles eram fenícios, mas não há evidências disso. O professor Timothy Champion, discutindo os comentários de Diodoro Sículo sobre o comércio de estanho, afirma que "Diodoro nunca disse realmente que os fenícios navegaram para a Cornualha. Na verdade, ele diz exatamente o oposto: a produção de estanho da Cornualha estava nas mãos dos nativos da Cornualha, e seu transporte para o Mediterrâneo foi organizado por comerciantes locais, por mar e depois por terra pela França, passando por áreas bem fora do controle fenício." Evidências isotópicas sugerem que lingotes de estanho encontrados na costa de Haifa, Israel, podem ter sido da Cornualha. O estanho, necessário para a produção de bronze, era uma mercadoria relativamente rara e preciosa na Idade do Bronze - daí o interesse demonstrado nos recursos de estanho de Devon e Cornualha.
Nos primeiros quatro séculos d.C., durante o domínio romano na Grã-Bretanha, a Cornualha estava bastante distante dos principais centros de romanização — o mais próximo era Isca Dumnoniorum, atual Exeter. No entanto, o sistema rodoviário romano estendeu-se até Cornwall com quatro importantes sítios romanos baseados em fortes: Tregear perto de Nanstallon foi descoberto no início da década de 1970, outros dois foram encontrados no Castelo de Restormel, Lostwithiel em 2007, e um terceiro forte perto de Calstock também foi descoberto no início de 2007. Além disso, uma vila em estilo romano foi encontrada em Magor Farm, Ilogan, em 1935. A Hipótese Geográfica de Ptolomeu menciona quatro cidades controladas pelos Dumnonii, três das quais podem ter sido na Cornualha. No entanto, após 410 d.C., a Cornualha parece ter voltado ao governo dos chefes romano-celtas da tribo Cornovii como parte do reino britânico de Dumnônia (que também incluía o atual Devonshire e as Ilhas Scilly), incluindo o território de Marcus Cunomorus, com pelo menos uma base de poder significativa em Tintagel no início do século VI.
O Rei Marcos da Cornualha é uma figura semi-histórica conhecida da literatura galesa, da Matéria da Bretanha e, em particular, do romance medieval normando-bretão de Tristão e Isolda, onde ele aparece como um parente próximo do Rei Artur, ele próprio geralmente considerado nascido do povo da Cornualha nas tradições folclóricas derivadas da Historia Regum Britanniae de Godofredo de Monmouth, do século XII.
A arqueologia apoia evidências eclesiásticas, literárias e lendárias de alguma estabilidade econômica relativa e laços culturais estreitos entre o Westcountry sub-romano, o Sul de Gales, a Bretanha, as Ilhas do Canal e a Irlanda durante os séculos V e VI. Na Cornualha, a chegada de santos celtas como Néctano, Paulo Aureliano, Petroco, Pirão, Sansão e muitos outros reforçou o cristianismo romano preexistente.

### Conflito com Wessex
A Batalha de Deorham em 577 viu a separação de Dumnônia (e, portanto, Cornualha) de Gales, após a qual os Dumnonii frequentemente entraram em conflito com o crescente reino inglês de Wessex. Centuíno de Wessex "expulsou os bretões até o mar" em 682, e em 690 São Bonifácio, então um menino saxão, estava frequentando uma abadia em Exeter, que por sua vez era governada por um abade saxão. O Carmen Rhythmicum escrito por Adelmo contém a mais antiga referência literária à Cornualha, diferentemente de Devon. As tensões religiosas entre os dumnonianos (que celebravam as tradições cristãs celtas) e os wessexianos (que eram católicos romanos) são descritas na carta de Adelmo ao rei Geraint. Os Annales Cambriae relatam que em 722 os bretões da Cornualha venceram uma batalha em "Hehil". Parece provável que o inimigo que os córnicos enfrentaram fosse uma força saxônica ocidental, como evidenciado pela nomeação do rei Ine de Wessex e seu parente Nonna em referência a uma batalha anterior de Llongborth em 710.

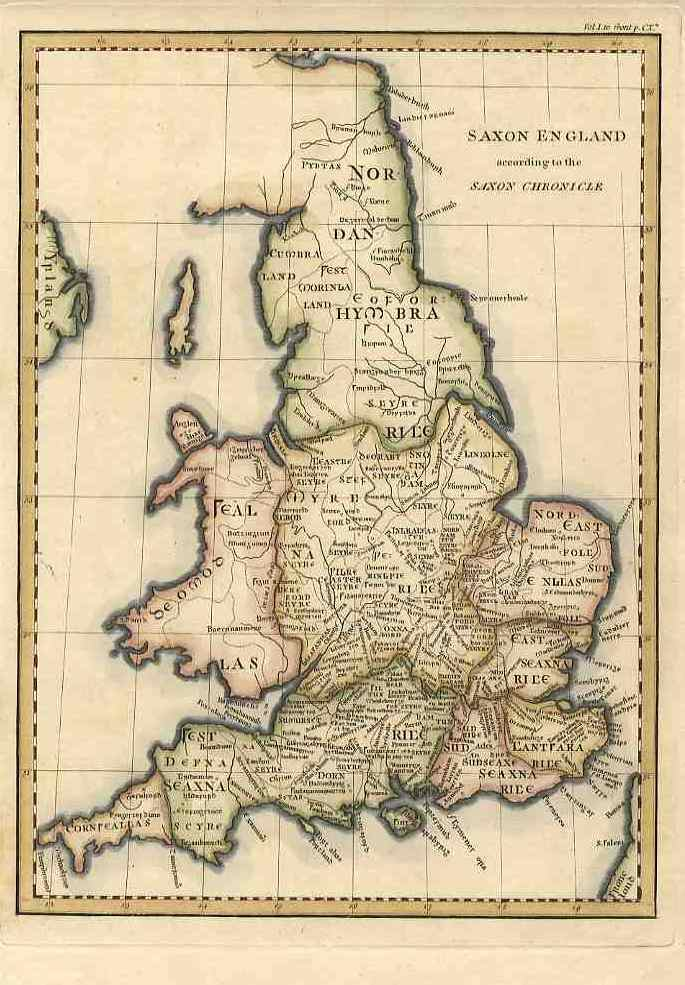
"Cornweallas" mostrado em um mapa do início do século XIX da "Inglaterra Saxônica" (e País de Gales) baseado na Crônica Anglo-Saxônica.

A Crônica Anglo-Saxônica declarou em 815 (data ajustada) "e neste ano o rei Ecgbryht invadiu a Cornualha de leste a oeste". Isso foi interpretado como um ataque de Tamar a Land's End e o fim da independência da Cornualha. Entretanto, a Crônica Anglo-Saxônica afirma que em 825 (data ajustada) ocorreu uma batalha entre os Wealas (da Cornualha) e os Defnas (homens de Devon) em Gafulforda. A batalha travada aqui na Cornualha, e a batalha posterior em Hingston Down, lançam dúvidas sobre quaisquer reivindicações de controle que Wessex tinha nesta fase.
Em 838, os córnicos e seus aliados dinamarqueses foram derrotados por Egberto na Batalha de Hingston Down em Hengestesdune. Em 875, o último rei registrado da Cornualha, Dumgarth, teria se afogado. Por volta da década de 880, os anglo-saxões de Wessex estabeleceram modestas propriedades de terra na parte nordeste da Cornualha; notavelmente Alfredo, o Grande, que adquiriu algumas propriedades. Guilherme de Malmesbury, escrevendo por volta de 1120, diz que o rei Etelstano da Inglaterra (924–939) fixou a fronteira entre os ingleses e os córnicos na margem leste do rio Tamar. Embora elementos da história de Guilherme, como o incêndio de Exeter, tenham sido postos em dúvida por escritores recentes Etelstano restabeleceu um bispo cónico separado e as relações entre Wessex e a elite da Cornualha melhoraram desde a época de seu governo.
Por fim, o rei Edgar conseguiu emitir cartas patentes em toda a Cornualha e frequentemente enviava emissários ou fazia visitas pessoais, como pode ser visto em suas aparições nas Alforrias de Bodmin.

### Período bretão-normando

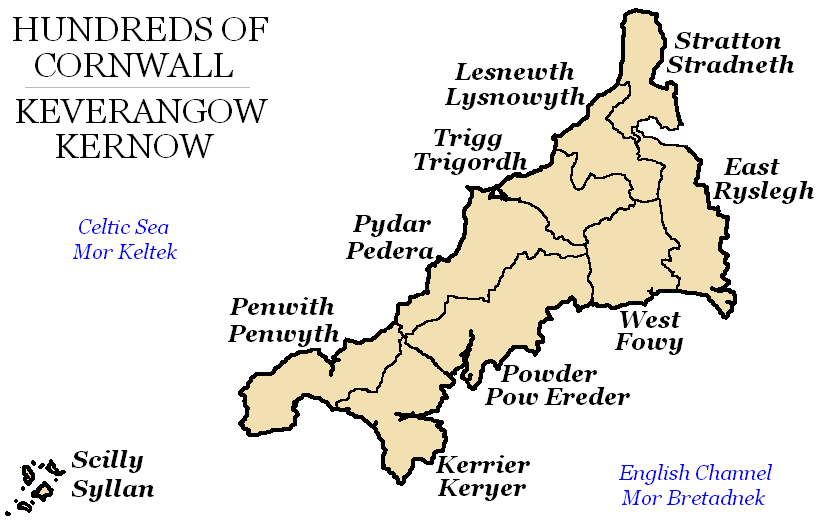
Antigas hundreds da Cornualha

Uma interpretação do Domesday Book é que, nessa época, a classe nativa proprietária de terras da Cornualha havia sido quase completamente desapropriada e substituída por proprietários de terras ingleses, particularmente o próprio Harold Godwinson. No entanto, as alforrias de Bodmin mostram que duas figuras importantes da Cornualha tinham nominalmente nomes saxões, mas ambos foram glosados com nomes nativos da Cornualha. Em 1068, Briano da Bretanha pode ter sido criado Conde da Cornualha, e as evidências de nomenclatura citadas pela medievalista Edith Ditmas sugerem que muitos outros proprietários de terras pós-Conquista na Cornualha eram aliados bretões dos normandos, os bretões sendo descendentes de bretões que fugiram para o que é hoje a Bretanha durante os primeiros anos da conquista anglo-saxônica. Ela também propôs esse período para a composição inicial do ciclo de Tristão e Isolda por poetas como Béroul a partir de uma tradição oral britônica compartilhada preexistente.
Logo após a conquista normanda, a maior parte das terras foi transferida para a nova aristocracia bretão-normanda, com a maior parte indo para Roberto, Conde de Mortain, meio-irmão do rei Guilherme e o maior proprietário de terras na Inglaterra depois do rei, com sua fortaleza no Castelo de Trematon, perto da foz do Tamar.

### Administração e sociedade medievais posteriores
Posteriormente, no entanto, os proprietários ausentes normandos foram substituídos por uma nova classe dominante córnica-normanda, incluindo acadêmicos como Ricardo Rufus da Cornualha. Essas famílias acabaram se tornando os novos governantes da Cornualha, falando tipicamente francês normando, bretão-córnico, latim e, eventualmente, inglês, com muitos se envolvendo na operação do sistema de Lei estanária, o Condado e, eventualmente, o Ducado da Cornualha. A língua córnica continuou a ser falada e adquiriu uma série de características que estabeleceram sua identidade como uma língua separada do bretão.

#### Parlamentos estanários
Os parlamentos estanários e tribunais estanários eram instituições legislativas e legais na Cornualha e em Devon (na área de Dartmoor). Os tribunais estanários administravam a equidade para os mineradores de estanho e os interesses de mineração de estanho da região, e também eram tribunais de registro para as cidades dependentes das minas. As instituições governamentais separadas e poderosas disponíveis para os mineradores de estanho refletiam a enorme importância da indústria de estanho para a economia inglesa durante a Idade Média. Leis especiais para mineradores de estanho são anteriores aos códigos legais escritos na Grã-Bretanha, e tradições antigas isentavam todos os conectados com a mineração de estanho na Cornualha e Devon de qualquer jurisdição que não os tribunais estanários em todas as circunstâncias, exceto nas mais excepcionais.

#### Pirataria e contrabando
A pirataria da Cornualha foi ativa durante a era elizabetana na costa oeste da Grã-Bretanha. A Cornualha é bem conhecida por seus wreckers que atacavam navios que passavam pelo litoral rochoso da Cornualha. Durante os séculos XVII e XVIII, a Cornualha foi uma importante área de contrabando.

### Heráldica
Mais tarde, Cornualha foi conhecida pelos anglo-saxões como "Gales do Oeste" para distingui-la de "Gales do Norte" (a nação moderna de Gales). O nome aparece na Crônica Anglo-Saxônica em 891 como On Corn walum. No Domesday Book foi referido como Cornualia e em c. 1198 como Cornwal. Outros nomes para o condado incluem uma latinização do nome como Cornubia (aparece pela primeira vez em uma escritura de meados do século IX que supostamente é uma cópia de uma datada de c. 705) e como Cornugallia em 1086.